# Harry Kerr
Edward Henry "Harry" Kerr (nacido el 28 de enero de 1879 en Taranaki en Nueva Zelanda – 17 de mayo de 1951) fue un atleta de Nueva Zelanda especializado en marcha atlética. 
Compitió en los Juegos Olímpicos de 1908, celebrados en la ciudad de Londres, representando a Australasia y consiguiendo una medalla de bronce en la distancia de 3.500 metros, detrás de George Larner y Ernest Webb, ambos del Reino Unido. Aunque se clasificó tercero para la final de la distancia de 10 millas, no llegó a tomar la salida.
Ese día, 14 de julio de 1908, Kerr se convirtió en el primer neozelandés en conseguir una medalla olímpica. La medalla llevaba grabado el siguiente texto: "Olympic Games, Third Prize, 3500 Metres Walk, LONDON, 1908".
Tras su paso por los juegos olímpicos Kerr se hizo muy famoso en Nueva Zelanda y continuó participando en competiciones. En 1911, en Wellington, consiguió uno de sus mayores éxitos participando en los campeonatos nacionales donde ganó la prueba de tres millas con un tiempo de 21:36.6, registro que se mantuvo como récord nacional hasta el año 1946. Tras retirarse en 1912 y participar en Europa en la Primera Guerra Mundial, se preparó para los campeonatos nacionales de 1925 y Kerr, que contaba entonces 46 años, terminó como vencedor en las distancias de 1 y 3 millas.
Falleció a consecuencia de un cáncer en 1951. En 1996 su nombre entró a formar parte del New Zealand Sports Hall of Fame.
Desde 2008, año en que se cumplió el centenario de la victoria de Kerr, se celebra anualmente en Auckland una prueba de relevos 5x10.000m de marcha atlética que lleva su nombre. Lo organiza en su honor el Racewalking Auckland.